# ایزیو (کمون)
ایزیو (به فرانسوی: Ayzieu) یک کمون در فرانسه است که در canton of Cazaubon واقع شده‌است. ایزیو ۱۳٫۸۴ کیلومتر مربع مساحت دارد ۲۰۰ متر بالاتر از سطح دریا واقع شده‌است.